# 요헨 니켈

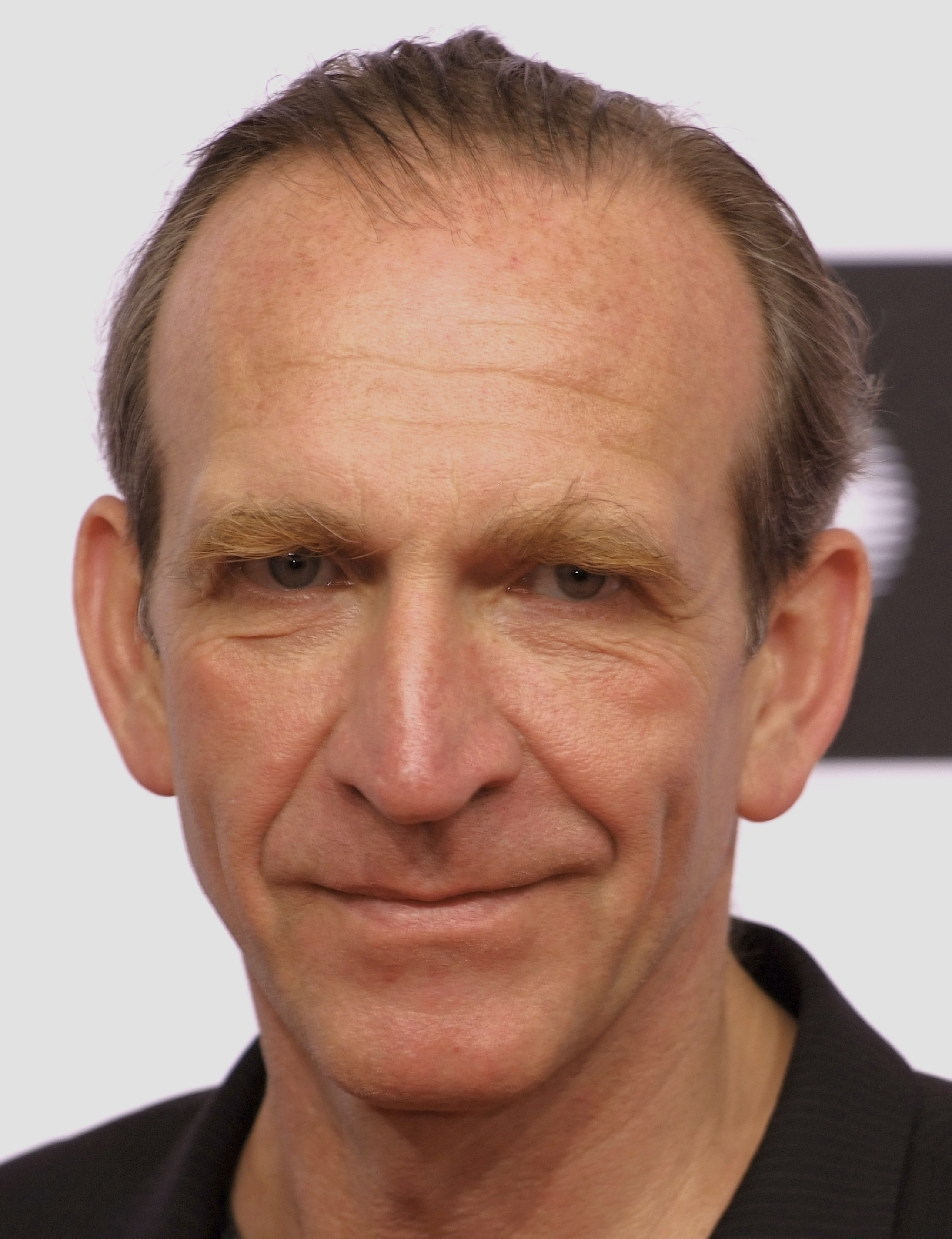

요헨 니켈(독일어: Jochen Nickel, 1959년 4월 10일 ~ )은 독일의 배우이다.
비텐에서 태어났다.

## 영화
- 솔저 발터 (2020년) - 바우어 역
- 위 아 더 나이트 (2010년)
- 히트 웨이브 (2008년)
- 트루스 오어 데어 (2005년)
- 펑키 멍키 (2004년)
- 엘리펀트 하트 (2002년)
- 7월에 (2000년)
- 퍼펙트 맨 (2000년)
- 알렉스 행성 (1999년)
- 프랑크푸르트의 십자가 (1998년)
- 브라더 오브 슬립 (1995년)
- 크루세이더 - 로저경 외계에 가다 (1994년)
- 북쪽 관중석 (1993년)
- 미래 전사 제이크 (1993년)
- 스탈린그라드: 최후의 전투 (1993년)
- 쉰들러 리스트 (1993년)
- 문 44 (1990년)